# Тавернерио
Тавернерио (итал. Tavernerio) је насеље у Италији у округу Комо, региону Ломбардија.
Према процени из 2011. у насељу је живело 5569 становника. Насеље се налази на надморској висини од 421 м.

## Становништво
Према резултатима пописа становништва 2011. у општини је живело 5.705 становника.
| 1931. | 1936. | 1951. | 1961. | 1971. | 1981. | 1991. | 2001. | 2011. |
| ----- | ----- | ----- | ----- | ----- | ----- | ----- | ----- | ----- |
| 1.927 | 1.927 | 2.334 | 3.043 | 4.291 | 5.032 | 5.049 | 5.357 | 5.705 |